# Sphaeroma serratum
Sphaeroma serratum là một loài chân đều trong họ Sphaeromatidae. Loài này được Fabricius miêu tả khoa học năm 1787.

## Hình ảnh

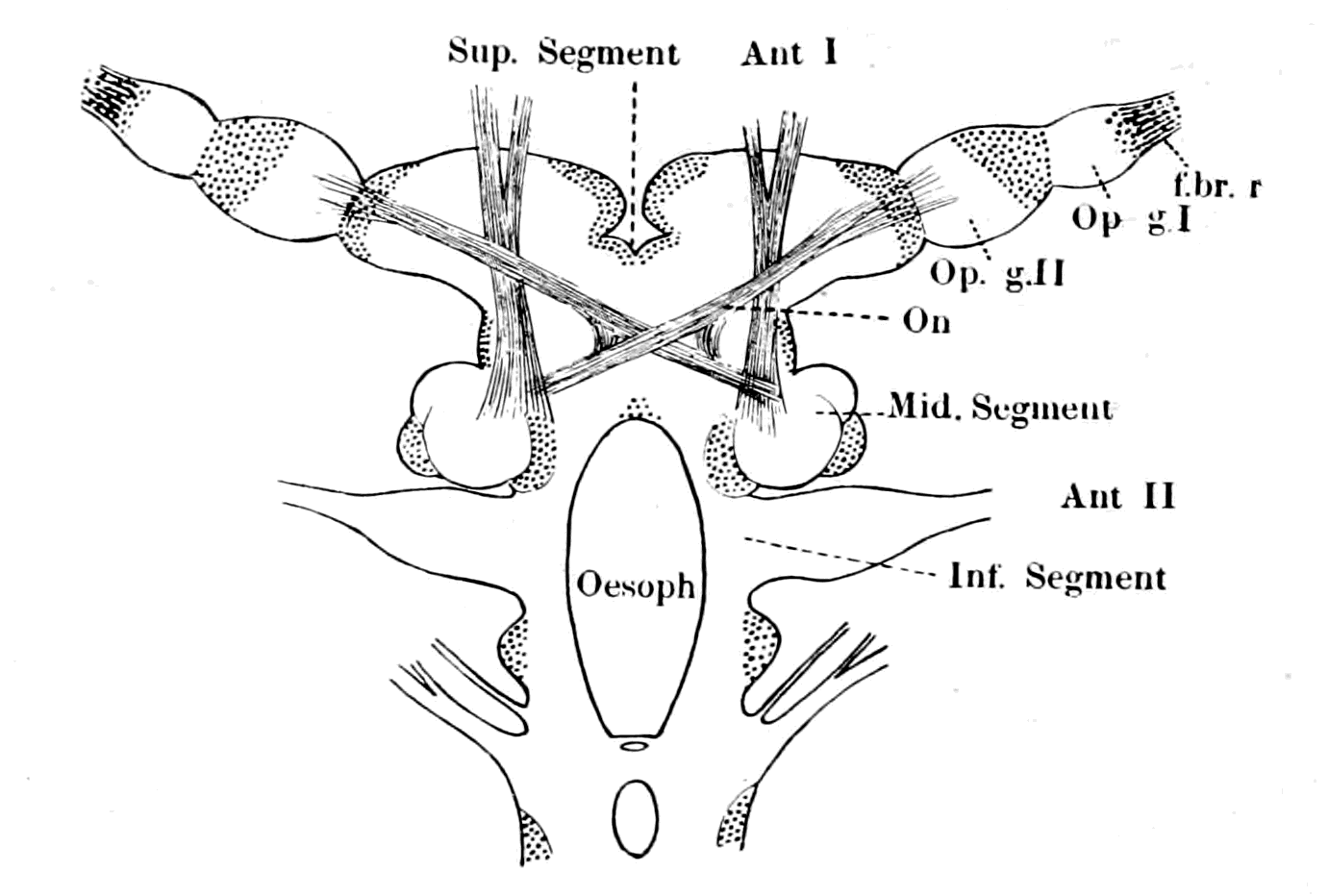